# Матријархат
Матријархат је друштвени систем у којем положаје доминације и ауторитета првенствено имају жене.  У оваквом друштву мајка је била изузетно поштована, глава породице, а по њој се рачунало и сродство. Претпоставља се да су праисторијски људи обожавали женска божанства и гајили култ велике мајке. Фром сматра да је у том типу друштава било доминантно женско начело (поштовање живота, безусловна материнска љубав, праштање итд.) и да се хипотезом о матријархату могу објаснити познате бајке, митови, античке грчке драме и друге духовне творевине.
Матријархати се такође могу погрешно поистоветити са матрилинеалним, матрилокалним и матрифокалним друштвима. Постоје становишта према којима би било који непатријархални систем био матријархалан, укључујући на тај начин и родно-равноправне системе (Пеги Ривс Сандеј се залаже за редефинисање и поновно увођење речи матријархат, посебно у односу на савремена матрилинеарна друштва као што је Минангкабско), али већина академика их искључује из строго дефинисаних матријархија. Други научници тврде да међу припадницима врсте Homo sapiens никада није било матријархалних друштава.